# Klaas Koops
Klaas Koops (Assen, 8 oktober 1949) is een Nederlands kunstschilder en dichter.

## Levensloop

### Studies
Koops ging naar de HBS-B waarna hij in 1969 zijn militaire dienst vervulde. Hierna volgde hij een opleiding Arbeids- en organisatiepsychologie met als bijvak economie. In 1976 volgde hij verschillende Post-academische opleidingen en bezocht in 2005 Klassieke Academie voor schilderkunst Groningen in Groningen, waar hij in 2006 afstudeerde.

### Loopbaan
Koops werkte in de jaren zeventig als beleidsmedewerker bij de gemeente Groningen. Hierna werd hij secretaris aan de Rijksuniversiteit Groningen. Begin jaren negentig ging hij werken bij het Friesland College in Leeuwarden, eerst als voorzitter van het College van Bestuur, daarna als projectleider en adviseur bij de Raad van Toezicht. Daarnaast zit hij in besturen van diverse organisaties, waaronder Stichting Drentse Taol en Het Drentse Boek. Medio jaren negentig was hij namens de PvdA raadslid van de gemeente Leeuwarden.
Koops begon zich in 2011 toe te leggen als schrijver en kunstschilder. Hij maakt zowel portretten als stillevens. Ook schildert hij in opdracht voor exposities en zijn er schilderijen van hem tentoongesteld in Nederlandse musea, waaronder Herinneringscentrum Kamp Westerbork, Museum Stad Appingedam en Museum Martena in Franeker. Ook is hij lid van het kunstenaarscollectief Drents Portret. Als publicist schrijft hij proza en poëzieën. In 2022 verscheen zijn kunstboek Lof der Talenten.
Koops werd in 2008 benoemd tot ridder in de Orde van Oranje-Nassau.

## Publicaties
- 1998: Een pilootschool : wat bevordert strategische onderwijsinnovatie? : de geschiedenis van een casus. Leeuwarden : Friesland College. ISBN 90-76370-01-X
- 2001: Uut 't verleuren parradies : De Koopsen van Raol. S.I. ISBN 9789090144757[2]
- 2001: Het pad weerum. Zuidwolde : Het Drentse Boek. ISBN 9789065090454
- 2002: Suker in de tank : een reconstructie Zuidwolde : Het Drentse Boek. ISBN 9789065091529
- 2005: Het Feithhuis : de start van een hogeschool. Utrecht : Gopher. ISBN 9789051792713
- 2006: De vooropleiding : de kunst van het worden : een dagboek. Schipborg : Koops. ISBN 978-90-810254-2-3
- 2006: Stromend zand. Utrecht : Gopher. ISBN 9789051793970
- 2006: Hendrik Koops. Kunstschilder. S.I. ISBN 9081025414
- 2007: Duurzaam veranderen van (beroeps)onderwijs
- 2009: Vangst zunder net. Beilen : Het Drentse Boek. ISBN 9789065090591
- 2009: Innoveren kan beter : welke factoren zijn bepalend? Delft : Eburon. ISBN 9789059723146
- 2011: Kunst is niet leuk. Schipborg : Koops. ISBN 9789081025430
- 2013: Assens : een stadsdialect. Assen : In Boekvorm Uitgevers. ISBN 9789077548967
- 2015: Kattenbende en hondenboel. Beilen : Het Drentse Boek. ISBN 9789065098832
- 2016: Levende leegte : het mysterie van dementie. Peize : Ter Verpoozing. ISBN 9789492546074
- 2018: De Asser Rijks HBS/MMS (medeauteur). Assen : Koninklijke Van Gorcum. ISBN 978-90-232-5634-2
- 2019: Suggestieve constructies
- 2020: Vief liefdes. Beilen : Het Drentse Boek. ISBN 978-90-6509-083-6
- 2022: De QuasiRealisten : 10 jaar langs de randen van de werkelijkheid. Peize : Ter Verpoozing. ISBN 978-90-832519-2-9
- 2022: Lof der talenten. Groningen : Philip Elchers. ISBN 9789050482165